# 金德讷格尔
金德讷格尔（Chandannagar，過去也拼作Chandernagor或Chandernagar），或译金登訥格爾，是印度西孟加拉邦胡格利縣的一個城鎮，加爾各答以北約35公里，過去是法屬印度的一部份。

## 歷史
1673年，法國得到孟加拉的一個貴族依布拉謙汗（Ibrahim Khan）的允許，在Hughli河的右岸設立一個貿易點。當時孟加拉是莫臥兒帝國的一部份。於1688年金德讷格尔成為法國的永久屬地，1730年法國委任约瑟夫·弗朗索瓦·杜布雷為該城總督，於他的任內有多達2000所磚屋被建起來，海上貿易也頗為可觀，使金德訥格爾成為了當時孟加拉地區的歐洲貿易中心。
1756年英法兩國開戰，英國東印度公司的軍隊在1757年3月佔領了金德讷格尔，並摧毀了城內多處的房屋和防禦工事。此後金德訥格爾的貿易地位漸被位於河流稍下流的加爾各答所奪去。1763年英國將金德讷格尔歸還法國，但在1794年拿破崙戰爭期間又重新佔領了該處，至1816年才連同鄰近的約3平方里飛地再度歸還法國。此後到1950年該處就一直是法屬印度的一部份，由本地治里總督所轄。至1900年，該城的商業地位早已消失，只有2萬5千人口（1901年數字），充其量只不過是加爾各答的一處郊區。然而城內尚保持了整潔的大街，河邊也有不少典雅的住宅建築。
1947年印度獨立，法國政府於1948年在該城進行了調查，發現97%的居民希望金德讷格尔成為印度的一部份。在1950年5月，法國政府允許印度在該地實施事實上的管治，並於1952年2月2日正式將該處讓渡予印度。與其他法屬印度地區不同，金德讷格尔並沒有成為後來本地治里聯邦屬地的一部份，而是在1955年10月2日直接併進西孟加拉邦。

## 外部連結
- 金德訥格爾的300年歷史（英文）
- 一個關於金德訥格爾的網站（英文）